# Veikkaus
Veikkaus Ab är finska statens spelföretag. Bolaget grundades 1940 under namnet Oy Tippaustoimisto Ab av Finlands Bollförbund och Arbetarnas Idrottsförbund i Finland, men anordnade då bara vadslagning på sport. 1971 tillkom lotteriverksamhet, och på 1980-talet började företaget sälja skraplotter.
I början av år 2017 fusionerades  Penningautomatföreningen och Fintoto Ab med Veikkaus som samtidigt blev det enda penningspelföretag i Finland utanför Åland. På Åland verkar Ålands Penningautomatförening,  (PAF) som inte skall sammanblandas med Penningautomatföreningen (RAY) som fusionerades med Veikkaus.
Åldersgränsen för att spela hos Veikkaus är 18 år. Bolagets avkastning delades tidigare ut som understöd till allmännyttiga ändamål via undervisnings och kulturministeriet. Efter fusionen användes vinstmedlen enligt de tidigare bolagen, dvs undervisnings- och kulturministeriet delade ut vinstmedel från Veikkaus, social- och hälsovårdsministeriet  från Penningautomatföreningen och travsporten får understöd via föreningen Suomen Hippos ry. Efter den senaste ändringen av lagstiftningen går avkastningen bolaget gerererar från och med år 2024 till statsbudgeten i Finland, utan att vara öronmärkt för något speciellt ändamål. Den närmaste motsvarigheten till Veikkaus i Sverige är bolaget Svenska Spel.

## Galleri

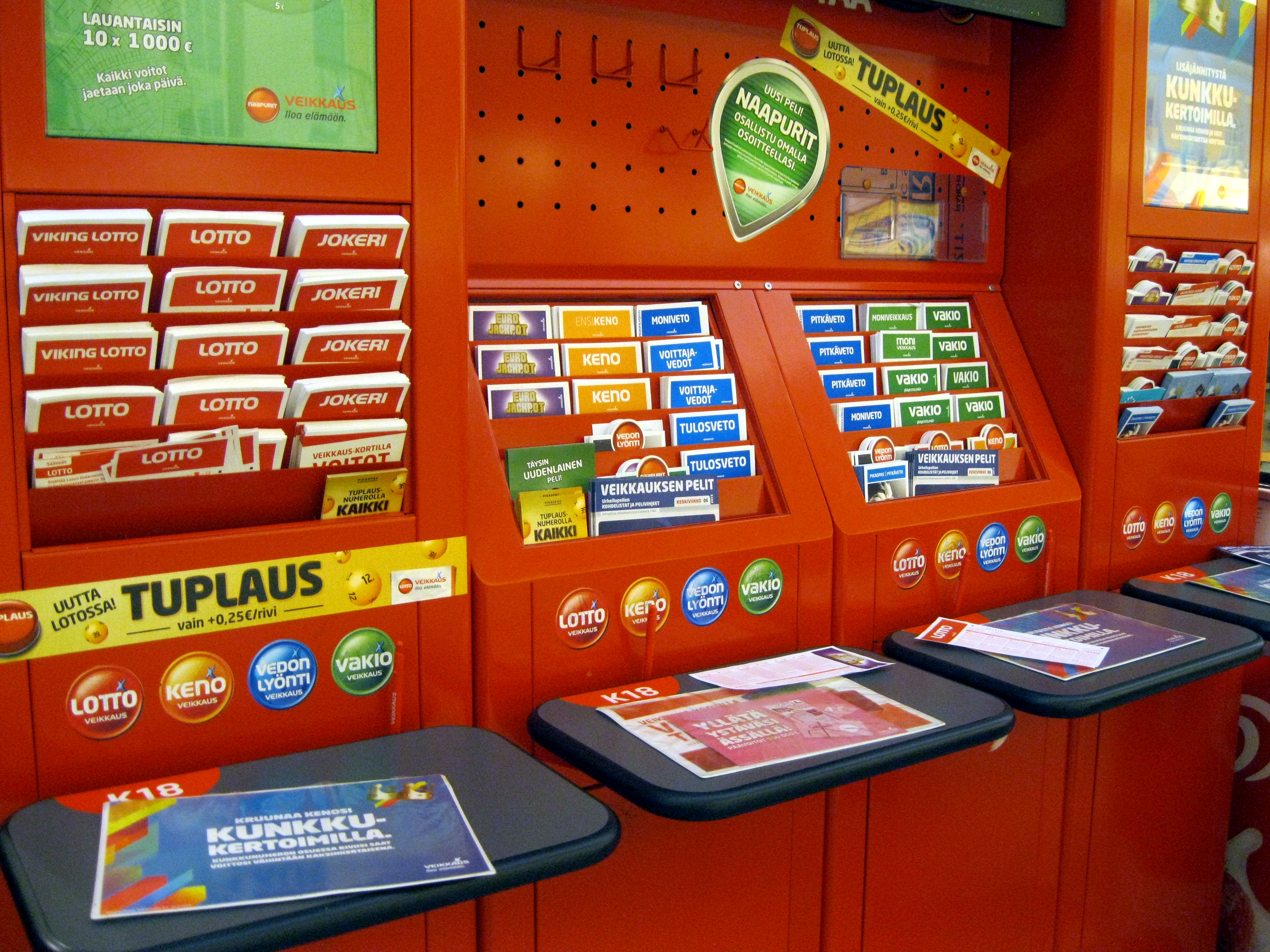
Veikkaus lotto- och vadslagningspel.
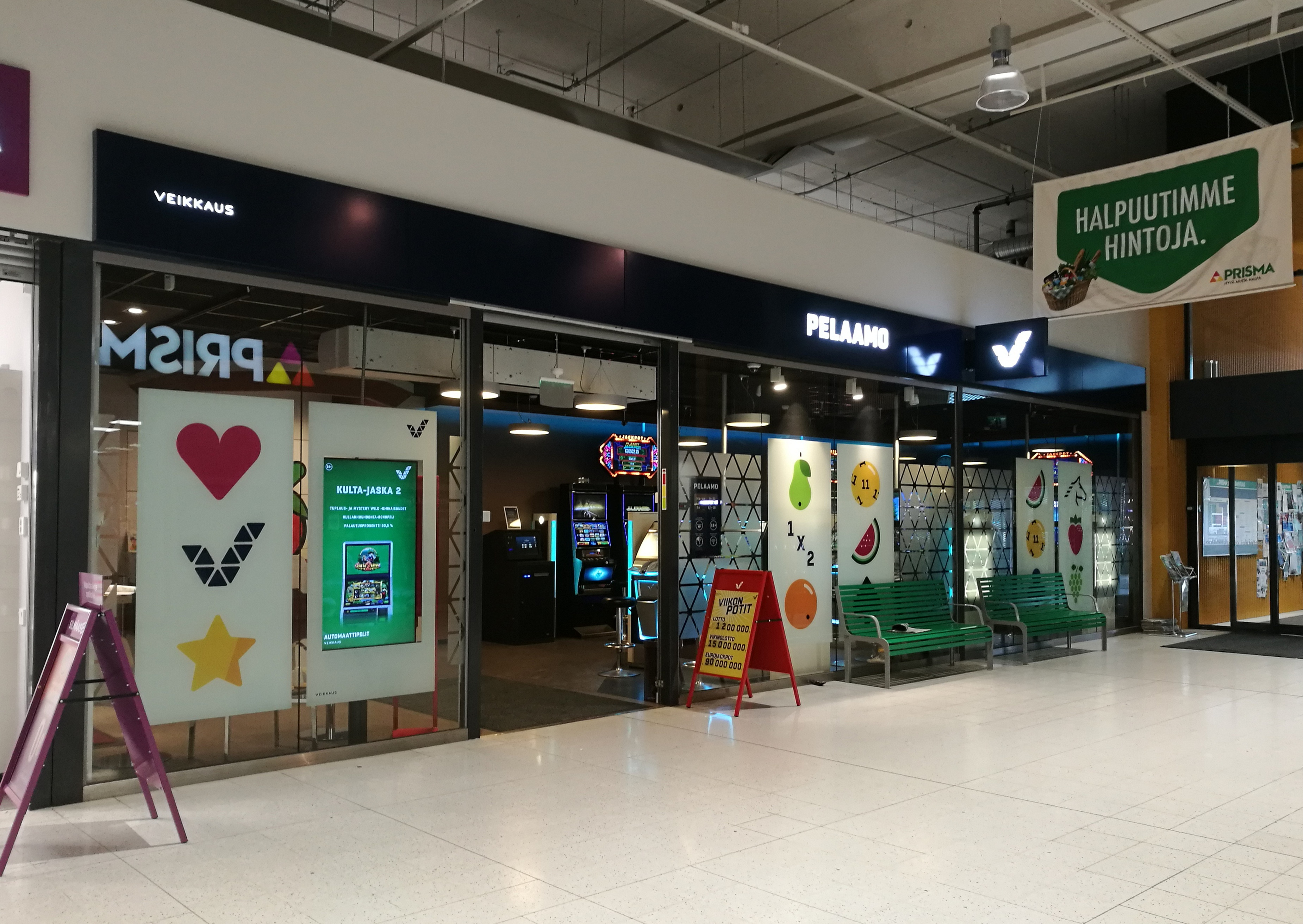
Spelhallen Pelaamo i Uleåborg.